# Armorial des familles du Limousin
L'Armorial des familles du Limousin présente les armoiries des familles nobles et notables de la Marche et du Limousin, ou possessionnées en ces provinces, dès lors qu'elles ont fait l'objet d'une publication dans l'un des armoriaux cités en bibliographie.
Les familles sont classées par ordre alphabétique, sans considération de la chronologie.

La province de la Marche dans ses limites du XVIIIe siècle et les communes et départements actuels
La province du Limousin dans ses limites du XVIIIe siècle et les communes et départements actuels

## Les provinces
| Blason | |
| ------ | --- |
|        | Limousin D'hermine à la bordure de gueules. Armes du Limousin depuis le passage de la vicomté de Limoges sous le contrôle de la maison de Dreux-Bretagne en 1290, par le mariage d'Arthur II de Bretagne et Marie de Limoges.                                                           |
|        | Marche D'azur semé de fleurs de lys d'or ; à la bande de gueules chargée de trois lionceaux d'argent, brochante. Armes symbolisant le passage du comté des Lusignan aux Capétiens, représenté par les armes de France auxquelles ont été ajoutées les lionceaux des Lusignan de Marche. |

## Les familles vicomtales
Dans l'histoire féodale, le Limousin est connu pour avoir été une terre de vicomtes. La région a en effet recensé plusieurs familles vicomtales qui avaient en commun de s'identifier à un site castral et d'exercer des prérogatives d'origine régalienne.
À l'exception de la Maison de Rochechouart, toutes les familles vicomtales sont éteintes.
| Blason | |
| ------ | --- |
|        | Vicomtes d'Aubusson D'or à la croix de gueules ancrée ou nillée. Alias écartelé ; aux 2 et 3 de gueules au bois de cerf d'or, les andouillers ou cornichons de même, qui est Banson. |
|        | Vicomtes de Comborn D'or à deux lions passants de gueules l'un sur l'autre. Alias de gueules à deux lions léopardés d'or l'un sur l'autre.                                           |
|        | Vicomtes de Limoges D'or, à trois lionceaux d'azur, armés et lampassés de gueules. Alias d'argent, au lion de gueules couronné d'azur, armé et lampassé de sable.,                   |
|        | Vicomtes de Rochechouart Fascé et enté d'argent et de gueules de six pièces., |
|        | Vicomtes de Turenne Coticé d'or et de gueules. |
|        | Vicomtes de Ventadour Échiqueté d'or et de gueules. |

## Les familles du Limousin et de la Marche
- Haut – A
- B
- C
- D
- E
- F
- G
- H
- I
- J
- K
- L
- M
- N
- O
- P
- Q
- R
- S
- T
- U
- V
- W
- X
- Y
- Z

### A
| Blason                       | Nom de la famille, blasonnement et devise |
| ---------------------------- | --- |
|                              | Famille d'Abzac (orig. Périgord) D'argent à une bande d'azur chargée d'un besant d'or ; à une bordure d'azur chargée de dix besants d'or, cinq en chef, deux en flancs et trois en pointe. - Famille noble subsistante en 2012 |
|                              | Famille des Ages D'argent, au lion de sable couronné d'or, armé et lampassé de gueules., - Famille noble éteinte |
|                              | Famille d'Aigrefeuille D'azur à trois étoiles à six rais d'or, au chef cousu de gueules (Aigrefeuille) ; brisé d'un orle d'argent brochant sur le tout et chargé de onze tourteaux de sable., - Famille noble éteinte |
|                              | Famille Allouveau de Montréal D'or écartelé : au 1, à un soleil d'azur ; au 2, à un [équipollé] d'or et d'azur ; au 3, au lion de gueules ; au 4, à trois croissants d'azur. - Famille subsistante d'ancienne bourgeoisie |
|                              | Famille d'Alton ou Dalton (orig. Irlande) Coupé : au 1, de sinople au lys de jardin d'argent, tigé, feuillé et terrassé d'or, au franc-quartier des barons militaires qui est de gueules à l'épée haute d'argent ; au 2, d'azur au lion d'argent tenant dans sa patte dextre une branche de laurier du même et entouré de cinq étoiles aussi d'argent en orle. Alias d'azur au lion d'argent accompagné de cinq fleurs de lys d'or. - Famille subsistante en 2010 |
|                              | Famille d'Anglars De sable au lion d'argent, armé, lampassé et couronné de gueules, accompagné de trois étoiles d'argent., - Famille noble éteinte |
| Blason Famille d'Anterroches | Famille d'Anterroches D'azur à la bande d'or, chargée de trois mouchetures d'hermine, accompagnée de deux croisettes d'or, une en chef, une en pointe, surmontées en chef [d'une tierce ondée] d'argent. - Famille noble subsistante |
|                              | Famille Arbellot ou Arbelaud De gueules à une merlette d'argent en cœur accompagnée de quatre trèfles du même., - Famille subsistante d'ancienne bourgeoisie |
|                              | Famille Ardant D'azur, au chevron d'or accompagné d'un soleil d'argent en pointe ; au chef d'or, chargé de trois étoiles de gueules. Alias le chevron d'argent, le soleil d'or, le chef de gueules, chargé de trois étoiles d'or., - Famille subsistante d'ancienne bourgeoisie |
|                              | Famille d'Astorg D'or à l'aigle de sable. - Famille noble subsistante |
|                              | Famille Aubert De gueules au lion d'argent, à la bande d'azur brochant sur le tout ; au chef de gueules soutenu d'azur, et chargé de trois coquilles d'argent. - Famille noble éteinte |
|                              | Famille Aubusson ou d'Aubusson D'azur à trois étoiles d'argent., - Famille d'ancienne bourgeoisie |
|                              | Famille du Authier ou Autier De gueules à la bande d'argent, accompagnée, en chef, d'un lion d'or et couronné de même, et en pointe de trois coquilles d'or [rangées] en bande. - Famille noble subsistante |

### B
| Blason                                      | Nom de la famille, blasonnement et devise |
| ------------------------------------------- | --- |
|                                             | Famille Barbou D'azur, à une main dextre parée d'argent, mouvante d'une nuée de même du flanc senestre et tenant une palme et un épi de blé d'or passés en sautoir, et un croissant d'or en chef. - Famille subsistante d'ancienne bourgeoisie                                                                                            |
|                                             | Famille Bardonin D'azur à trois molettes d'éperon d'or., - Famille noble éteinte |
|                                             | Famille de Bay D'azur à trois croissants d'or. - Famille noble |
|                                             | Famille de Beaupoil de Saint-Aulaire De gueules à trois couples ou accouples de chien d'argent, mises en pal, 2 et 1., - Famille noble subsistante |
|                                             | Famille Besses D'azur à un chevron d'or accompagné de trois étoiles du même. - Famille d'ancienne bourgeoisie |
|                                             | Famille de Bigorie De sinople à trois pals d'argent. - Famille subsistante d'ancienne bourgeoisie |
|                                             | Famille Blondeau D'azur au lion d'or. Alias au lion d'or, les pattes de devant posées en sautoir, la queue passée entre les jambes. - Famille noble éteinte |
|                                             | Famille de Boisse Fascé d'argent et de gueules, les fasces d'argent chargées chacune de trois mouchetures d'hermine., Alias de gueules à trois fasces d'argent, chargées chacune de trois hermines de sable. - Devise : « Amour et honneur » - Famille noble                                                                              |
|                                             | Famille de Bonneval D'azur à un lion d'or, armé et lampassé de gueules. - Famille noble subsistante |
|                                             | Famille de Bort De gueules à un sautoir d'or. Alias d'or à un sautoir denché de gueules., - Famille noble |
| Blason Famille du Boucheron                 | Famille du Boucheron D'or à trois lions rampants de gueules, 2 et 1. - Famille noble |
|                                             | Famille du Bouex ou Boueix D'argent à deux fasces de gueules., - Famille noble éteinte |
|                                             | Famille de Bourbon-Busset Semé de France à une bande en devise de gueules ; au chef d'argent chargé de la croix et des croisettes de Jérusalem. - Famille noble subsistante |
| Blason Famille du Bousquet de Saint-Pardoux | Famille du Bousquet de Saint-Pardoux Écartelé : aux 1 et 4 de gueules au chef d'azur chargé de trois molettes d'éperon d'or ; aux 2 et 3 d'azur à la bande d'or, accmpagnée de six étoiles du même., - Famille noble |
| d'argent au chevron de gueules              | Famille Bouyer D'argent à un chevron de gueules. - Famille noble |
|                                             | Famille de Boysseulh olim Boisseul et Boysseul ou Boisseuil D'argent à une bande de sable chargée de trois larmes d'argent, et une bordure de sable semée de larmes d'argent et de gueules., Alias d'azur à la bande d'argent chargée de trois larmes de gueules. Alias de gueules à la bande d'argent chargée de trois larmes de sable., |
|                                             | Famille Brachet D'azur à deux chiens braques d'argent passants l'un sur l'autre. Alias écartelé d'azur au lion d'or., - Famille noble |
|                                             | Famille de Braquilanges D'azur au chevron d'or, accompagné de trois taus de même. - Devise : « Quod erigit virtus, sustinet animus » - Famille noble subsistante |
|                                             | Famille de Brettes D'argent à trois vaches de gueules, colletées et clarinées d'azur, l'une sur l'autre., - Famille noble subsistante |
|                                             | Famille du Breuil-Hélion de La Guéronnière ou Dubreuil D'argent au lion de sable, armé, lampassé et couronné d'or (ou de gueules). - Famille noble subsistante en 2009 |
|                                             | Famille de Bridiers D'or à la bande de gueules., - Famille noble subsistante en 2009 |
|                                             | Famille de Bruchard D'azur à trois fasces d'or ; à la bande de gueules brochant sur le tout. - Famille noble |

### C
| Blason                                | Nom de la famille, blasonnement et devise |
| ------------------------------------- | --- |
|                                       | Famille de Carbonnières D'argent à trois bandes d'azur, l'argent chargé de huit charbons de sable ardents de gueules 1, 3, 3, 1. Alias à trois bandes d'azur accompagnées de huit charbons de sable allumés de gueules posés entre les bandes 1, 3, 3, 1. - Famille noble |
|                                       | Famille de Cardaillac De gueules, au lion d'argent, armé, lampassé et couronné d'or et entouré de treize besants d'argent. - Famille noble éteinte |
|                                       | Famille de La Celle D'argent à l'aigle au vol abaissé de sable, becquée et membrée d'or. Alias d'or, semé de fleurs de lys et de tours. - Famille noble |
|                                       | Famille de Céris D'azur à la croix alésée d'argent., |
|                                       | Famille de Chabannes De gueules, au lion d'hermine, lampassé, armé et couronné d'or. - Famille noble subsistante |
| Blason Famille du Chalard             | Famille du Chalard olim Chaslard D'azur à trois larmes d'argent., - Famille d'ancienne bourgeoisie |
|                                       | Famille Chambinaud D'azur au lion d'or., |
|                                       | Famille de La Chapelle-Taillefer De gueules à deux fasces d'or., Alias trois fasces. - Famille noble éteinte |
|                                       | Famille Chapt de Rastinhac D'azur au lion d'argent, armé, lampassé et couronné d'or. Alias armé, couronné et lampassé de gueules. - Famille noble |
|                                       | Famille de Chastenet D'argent à un châtaignier de sinople accosté de quatre hermines 2 et 2 ; au chef d'azur chargé d'un soleil d'or., - Famille subsistante d'ancienne bourgeoisie                                                                                       |
|                                       | Famille Chauveau D'argent au lion de gueules. |
|                                       | Famille de Chauveron D'argent au pal bandé d'or et de sable., - Famille noble subsistante |
|                                       | Famille de Chérade de Montbron (orig. Angoumois) D'azur à trois losanges d'or. - Famille noble subsistante en 2009 |
|                                       | Famille Clary de Saint-Angel D'azur au chevron d'or, surmonté d'un croissant d'argent, accompagné en chef de deux clefs d'or et en pointe d'un soleil du même. - Famille noble                                                                                            |
| Blason Famille de Combarel du Gibanel | Famille de Combarel du Gibanel Parti au 1 d'azur à trois coquilles en pal ; au 2 de gueules à une demi-molette d'éperon d'argent. - Famille noble |
|                                       | Famille de Cosnac D'argent au lion de sable armé, lampassé, couronné de gueules, l'écu semé de molettes de sable., Alias l'écu semé d'étoiles. - Devise : « Neque aurum honora, neque argentum » ou « Neque auro neque argento, sed honore » - Famille noble subsistante  |
|                                       | Famille Couloumy Écartelé : aux 1 et 4 d'azur à un lion contourné d'argent ; au 2 de gueules à l'épée haute d'argent ; au 3 d'or à un pal d'azur chargé de deux étoiles d'or. - Famille noble                                                                             |
|                                       | Famille de Courteix D'azur à trois fasces ondées d'argent. - Famille subsistante en 2012 |
|                                       | Famille de Coustin du Masnadaud D'argent au lion de sable armé, lampassé et couronné de gueules., Alias le lion non couronné. - Famille noble subsistante en 2002 |
|                                       | Famille de La Couture-Renon Losangé d'or et de gueules., Alias d'or fretté de gueules., - Famille noble éteinte |
|                                       | Famille de Cramaud D'azur à la bande d'or accompagnée de six merlettes du même en orle. - Famille noble éteinte |

### D
| Blason | Nom de la famille, blasonnement et devise |
| ------ | --- |
|        | Famille Dalesme ou d'Alesme D'azur à un chevron d'or accompagné en pointe d'un croissant du même ; au chef cousu de gueules chargé de trois étoiles d'or., Alias le champ de gueules, le croissant d'argent, le chef de sable, chargé de trois molettes d'argent., - Famille noble éteinte |
|        | Famille David de Lastours D'argent à trois coquilles de sinople., - Famille noble |
|        | Famille Denoyon D'argent à deux fasces de gueules., - Famille d'ancienne bourgeoisie |
|        | Famille de Dreuille (orig. Bourbonnais) D'azur au lion d'or, armé, lampassé et couronné de gueules. - Famille noble subsistante en 2009 |
| Blason | Famille Dufaure de Lajarte et de Saint-Martial D'argent à trois couronnes ducales d'or enfilées d'une bande d'azur., |
|        | Famille Dugon olim d'Hugon D'argent à trois merlettes de sable. - Famille noble subsistante en 2009 |
|        | Famille Dupertuis D'argent au lion de sable, armé et lampassé de gueules. |

### E
| Blason           | Nom de la famille, blasonnement et devise                                                           |
| ---------------- | --------------------------------------------------------------------------------------------------- |
|                  | Famille des Escots D'azur à la croix ancrée d'or. - Famille noble éteinte                           |
| Blason Janaillat | Famille Esmoingt olim Aimoin, Aymoin D'argent à trois chevrons de gueules., - Famille noble éteinte |

### F
| Blason                            | Nom de la famille, blasonnement et devise |
| --------------------------------- | --- |
|                                   | Famille Farge D'or au lion de gueules. |
|                                   | Famille Farge de La Sallesse De gueules à une gerbe d'or. |
|                                   | Famille Faydit de Tersac ou Terssac, alias Feydit Burelé d'argent et de sinople, chaque burelle d'argent chargée d'une étoile de gueules., Alias au chef d'azur, parti par un trait de sable, à deux lions affrontés d'or couronnés du même. - Famille noble |
|                                   | Famille de Fayolle D'argent au lion de gueules ; au chef d'azur chargé de deux palmes posées en sautoir au naturel, liées de gueules. - Famille noble |
|                                   | Famille de Félines D'azur à un soleil d'or., - Famille noble éteinte |
|                                   | Famille de Ferrières de Sauvebœuf D'argent à un pal de gueules, accompagné de dix billettes du même rangées en orle. Alias le champ de gueules, le pal et les billettes d'argent. - Famille noble subsistante                                                |
| Blason Famille de Feydeau         | Famille Feydeau D'azur au chevron d'or accompagné de trois coquilles du même. - Famille noble subsistante |
|                                   | Famille de Fieux D'azur au chevron d'or accompagné de trois trèfles du même., - Famille noble éteinte |
|                                   | Famille Filloux D'or à trois têtes de Maure de sable. |
|                                   | Famille Forestier De sable à une fasce d'or., |
|                                   | Famille de Foucauld D'or au lion morné de gueules. Alias au lion issant de gueules. - Devise : « Hardi, ma lys ! » - Famille noble subsistante |
| d'azur semé de fleurs de lys d'or | Famille Foucault de Saint-Germain D'azur semé de fleurs de lys d'or., - Famille noble éteinte |
|                                   | Famille Fressinaud D'argent, à la grue au naturel, au vol abaissé, regardant une branche de frêne de sinople, qui est à dextre. - Famille subsistante d'ancienne bourgeoisie                                                                                 |
| alt                               | Famille de Froment D'azur à un chevron d'or accompagné de trois épis de blé de même. - Famille noble subsistante en 2012 |

### G
| Blason                         | Nom de la famille, blasonnement et devise |
| ------------------------------ | --- |
|                                | Famille Gadaud De gueules à une barre d'argent. |
|                                | Famille de Gain de Montagnac D'azur à trois bandes d'or., - Famille noble éteinte |
|                                | Famille de La Garde D'azur à une épée d'argent mise en bande. - Famille noble éteinte |
| Blason Famille Gay de Nexon    | Famille de Gay de Nexon D'azur au chevron d'or, accompagné de trois chausse-trapes (ou fers de lance) d'argent, 2 et 1. - Famille noble subsistante en 2009                                                                                  |
| alt                            | Famille de Geoffre et Geouffre, olim Jouffre Palé d'argent et de gueules ; au chef fascé d'azur et d'or., Alias le chef fascé d'azur et d'argent. - Devise : « J'offre tout à la patrie », - Famille noble subsistante en 2009               |
|                                | Famille de Gimel Burelé d'argent et d'azur ; à la bande de gueules brochant sur le tout., - Famille noble éteinte |
| alt                            | Famille Grégoire de Roulhac Parti : au 1, d'azur à trois étoiles d'or, au chef de gueules chargé d'un croissant d'argent ; au 2, de gueules à la tige de lys arrachée d'argent, chargée d'un lion d'or., - Famille noble subsistante en 2009 |
|                                | Famille de Griffolet d'Aurimont olim Griffoules Losangé d'or et d'azur., - Famille noble subsistante en 2008 |
| d'argent au chevron de gueules | Famille Guérin D'argent au chevron de gueules., |
|                                | Famille Guérin de Chabannes D'argent à trois fasces de gueules. - Famille éteinte |

### H
| Blason                            | Nom de la famille, blasonnement et devise |
| --------------------------------- | --- |
| Blason Famille Helie de Pompadour | Famille Hélie de Pompadour D'azur à trois tours d'argent, 2 et 1, maçonnées de sable. - Famille noble éteinte |
|                                   | Famille de L'Hermite Parti : au 1, de sinople au patenôtre d'or [enfilé et houppé du même, posé en chevron] accompagné de trois quintefeuilles d'argent ; au 2, d'argent à trois chevrons de gueules ; au chef de Jérusalem [brochant sur le tout]., Alias d'argent à trois chevrons de gueules., Alias à la bordure [denchée] d'azur., - Devise : « Prier vaut à l'Hermite », - Famille noble subsistante en 2009 |

### J
| Blason | Nom de la famille, blasonnement et devise                                                 |
| ------ | ----------------------------------------------------------------------------------------- |
|        | Famille Jousselin ou Josselin D'azur à trois fasces d'or., - Famille noble                |
|        | Famille de Joussineau de Tourdonnet De gueules au chef d'or., - Famille noble subsistante |

### L
| Blason                   | Nom de la famille, blasonnement et devise |
| ------------------------ | --- |
|                          | Famille de Lagarde-Montlezun D'azur, à un pal d'or côtoyé de six étoiles du même, et une bande de gueules brochant sur le tout. |
|                          | Famille Lajoumard olim Lajoumard de Bellabre D'argent à la fasce de gueules accompagnée en chef de trois merlettes de sable, rangées en fasce, et en pointe d'un trèfle du même. - Famille noble                                      |
|                          | Famille de Lambertye olim Lambertie (orig. Périgord) D'azur à deux chevrons d'or., - Devise : « Fais le bien, advienne que pourra » - Famille noble subsistante en 2009                                                               |
|                          | Famille de La Lande ou Lalande Écartelé d'argent et d'azur. - Famille noble |
|                          | Famille de Lastic Saint-Jal De gueules à une fasce d'argent. - Famille noble subsistante |
|                          | Famille de Lasteyrie De sable à une aigle d'or. - Devise: « Deo monstrante viam » - Famille noble subsistante en 2009 |
|                          | Famille de Lastours D'azur, semé de fleurs de lys d'or, à trois tours d'argent brochantes., Alias de gueules au dextrochère d'or tenant une épée nue d'argent en pal, la garde et la poignée d'or., - Famille noble éteinte           |
|                          | Famille de Lauzanne D'azur, au croissant d'argent, en abîme, accompagné de deux étoiles d'or, l'une en chef, l'autre en pointe., - Devise : « Candor exsuperat aurum » - Famille noble subsistante en 2009                            |
|                          | Famille de Lavaud D'azur à trois fasces d'or., - Famille noble éteinte |
|                          | Famille de Lavaur de Sainte-Fortunade olim de Souris D'azur au lion d'or. Alias parti : au 1 d'azur à trois rocs d'échiquier d'argent, au 2 d'azur au lion d'argent, armé et lampassé de gueules. - Famille noble subsistante en 2010 |
|                          | Famille de Lestrange olim Lestranges et L'Estrange De gueules à deux lions adossés d'or, surmontés d'un léopard d'argent., - Devise : « Vis virtutem fovet » - Famille noble subsistante                                              |
|                          | Famille de Lévis-Ventadour D'or à trois chevrons de sable. - Devise : « Aide Dieu au second chrétien Lévis » - Famille noble |
|                          | Famille Lignaud de Lussac D'argent, à trois merlettes de sable., - Devise : « Vaincre et surmonter », - Famille noble subsistante en 2009                                                                                             |
| Blason Famille de Livron | Famille de Livron D'argent à trois fasces de gueules, au canton du champ chargé d'un roc d'échiquier de gueules., - Famille noble éteinte                                                                                             |
|                          | Famille de Loménie D'or, à l'arbre de sinople sur un tourteau de sable ; au chef d'azur chargé de trois losanges d'argent. Alias au chêne terrassé de sinople, au chef comme ci-dessus. - Famille noble éteinte                       |
|                          | Famille de Lostanges D'argent au lion de gueules, armé, lampassé et couronné d'azur, accompagné de cinq étoiles de gueules en orle. - Famille noble                                                                                   |
|                          | Famille de Lubersac Au loup d'or sur un champ de gueules. - Famille noble |

### M
| Blason                 | Nom de la famille, blasonnement et devise |
| ---------------------- | --- |
|                        | Famille de Magnac ou Maignac De gueules à deux pals de vair ; au chef d'or, chargé d'un lambel d'azur de cinq pendants. - Famille noble |
|                        | Famille de Malemort Fascé d'argent et de gueules., - Famille noble éteinte |
|                        | Famille de Malleret D'or au lion de gueules., Alias d'or au sautoir d'azur, accompagné en chef d'un lion de gueules., - Cri : « Malleret ! » - Famille noble éteinte |
|                        | Famille de La Marche D'argent à la bordure de gueules, au chef de même., Alias d'argent, au chef de gueules. - Famille noble éteinte |
| Blason Famille du Mas  | Famille du Mas olim de Manse D'azur au chevron d'or, accompagné en pointe d'un lion rampant [d'argent] que surmonte [à dextre] une étoile [d'or], et en chef de trois croissants d'argent rangés. Alias de gueules à la tour d'argent ouverte et crénelée de sable ; écartelé de gueules à la croix d'argent cantonnée de quatre fleurs de lys d'or. - Devise : « In hoc signo vinces » - Famille noble |
|                        | Famille Masvailler ou Masvallier D'argent, à une croix de gueules. |
| Blason Famille Materre | Famille Materre D'azur à un arbre d'argent sur une terrasse de même, adextré d'un lion aussi d'argent contourné et rampant contre le tronc de l'arbre, et senestré d'un bouquet de trois roses du même mouvant de la terrasse, et en chef d'un croissant d'or accosté de deux étoiles du même., - Famille subsistante en 2009                                                                           |
|                        | Famille de Maulmont ou Maumont D'azur au sautoir d'or cantonné de quatre tours d'argent maçonnées de sable., Alias d'azur à deux fasces d'or. - Famille noble subsistante |
|                        | Famille de Monceaux et Monceaux dit de Bar D'azur, à trois fasces d'or., Alias d'argent à trois fasces de gueules., - Famille noble éteinte |
|                        | Famille du Monteil ou Dumonteil D'azur au chevron d'argent accompagné de trois étoiles d'or. |
|                        | Famille de Monteruc ou Monterud De gueules au chevron d'argent, accompagné en chef de deux étoiles et en pointe d'un rocher, le tout du même., - Famille noble éteinte |
| Blason Arfeuille       | Famille Mourins d'Arfeuille ou d'Arfeuille D'azur à la fleur de lys d'or accompagnée de trois étoiles du même., - Devise : « Virtus astra petit » - Famille noble subsistante en 2009 |
|                        | Famille de Murat Échiqueté d'or et d'azur. Alias losangé d'or et d'azur. - Famille noble éteinte |

### N
| Blason                     | Nom de la famille, blasonnement et devise |
| -------------------------- | --- |
| Blason Nicolas de La Coste | Famille de Nicolas de La Coste D'azur à un lion d'or, langué, onglé et couronné de gueules et tenant de la patte droite une épée d'argent, la pointe en haut., - Famille noble subsistante |
|                            | Maison de Noailles De gueules, à la bande d'or. - Maison noble subsistante |

### P
| Blason                         | Nom de la famille, blasonnement et devise |
| ------------------------------ | --- |
| Blason famille Pareil-Desperuc | Famille Pareil-Desperuc ou d'Esperuc De gueules, à trois rocs d'échiquier d'argent ; écartelé d'azur à trois fasces d'or., - Famille noble éteinte                                                                      |
|                                | Famille Pabot D'azur au chevron d'or accompagné de trois mondes d'argent croisés d'or., - Famille subsistante d'ancienne bourgeoisie                                                                                    |
|                                | Famille de Pérusse des Cars De gueules au pal de vair. - Famille noble subsistante |
|                                | Famille de Pestels ou Pestel D'argent à la bande de gueules accompagnée de six sautoirs ou flanchis de même., - Famille noble éteinte                                                                                   |
|                                | Famille Pétiniaud D'argent à un arbre terrassé de sinople, chargé à dextre sur la plus haute branche d'un nid d'or vers lequel vole un oiseau de sable portant à manger à ses petits., - Famille d'ancienne bourgeoisie |
|                                | Famille du Peyroux D'or à trois chevrons d'azur, au pal du même brochant sur le tout., - Famille noble |
| Blason Pindray                 | Famille de Pindray d'Ambelle (orig. Périgord) D'argent au sautoir de gueules. - Famille noble subsistante en 2002 |
|                                | Famille de La Pisse ou Lapisse D'azur au chevron d'or accompagné de trois roses du même. - Famille noble |
|                                | Famille de Plas ou des Plas, Plats D'argent, à trois jumelles de gueules [posées en bande]., - Famille noble éteinte |
|                                | Famille de La Porte des Vaux et du Theil D'or au chevron de gueules., - Famille noble subsistante en 2009 |
|                                | Famille Pot D'or à la fasce d'azur., Alias au lambel de gueules., - Cri : « Tant elle vaut ! » et « À la belle ! » - Famille noble                                                                                      |
|                                | Famille Poute ou Pouthe, de Dompierre D'argent aux trois pals de sable et au chevron du même brochant., Alias au chef d'argent., Alias d'argent, à trois chevrons de sable. - Famille noble subsistante en 2008         |
|                                | Famille Prévost de Touchimbert et des Bordes D'argent, à deux fasces de sable, accompagnées de six merlettes de sable, ni pattées, ni becquées, 3, 2 et 1. - Famille noble                                              |
|                                | Famille du Puy (orig. Berry) Échiqueté d'argent et de gueules. Alias d'or et de gueules. |

### Q
| Blason | Nom de la famille, blasonnement et devise |
| ------ | --- |
|        | Famille de La Queuille ou Laqueuille (orig. Auvergne et Forez) De sable, à la croix engrêlée ou denchée d'or., - Devise : « Immortalitate » - Famille noble subsistante en 2002 |
|        | Famille de La Quintinie D'argent au chevron d'azur accompagné en chef de deux étoiles du même et en pointe d'un arbre de sinople. - Famille noble                               |

### R
| Blason                         | Nom de la famille, blasonnement et devise |
| ------------------------------ | --- |
|                                | Famille de Reilhac Écartelé : aux 1 et 4 d'argent au lion de sable ; aux 2 et 3 de gueules à l'aigle d'argent. - Devise : « Nec aspera terrent » - Famille noble |
|                                | Famille de Reilhac ou Rilhac, Reillac Palé d'argent et de gueules de sept pièces. Alias de dix pièces. - Famille noble |
| de gueules à la fasce d'argent | Famille du Repaire De gueules à la fasce d'argent., - Famille noble éteinte |
|                                | Famille Richard de La Tour De sable au chef cousu de gueules chargé d'un lambel d'or de cinq pièces., - Famille noble subsistante |
|                                | Famille du Rieu ou Rieux, Durieu D'azur au sautoir d'or., Alias accompagné en pointe d'un croissant d'argent., - Famille noble éteinte |
|                                | Famille Robert de Lignerac ou Ligneyrac D'argent à trois pals de gueules. Alias un écu d'argent à trois pals d'azur, qui est de Robert, placé dans un autre d'azur chargé de trois étoiles à six rais d'or et ayant un chef de même, qui est de Tubières de Caylus. - Famille noble éteinte            |
|                                | Famille de La Roche du Ronzet D'azur à trois bandes d'or., - Famille noble |
|                                | Famille de La Roche-Aymon ou Rocheaymon De sable à un lion d'or armé et lampassé de gueules, l'écu semé d'étoiles d'or. Alias l'écu semé de trèfles. - Famille noble subsistante |
|                                | Maison de Rochechouart de Mortemart De Rochechouart, brisé d'une belette de sable sur la seconde fasce entée d'argent., - Maison noble subsistante |
|                                | Maison de Rochedragon (orig. Auvergne) D'azur au lion d'or, armé, lampassé et couronné de gueules. Alias de gueules au dragon d'or posé sur un rocher d'argent., - Maison noble éteinte |
|                                | Famille de Rochefort Fascé d'or et de gueules de six pièces. - Famille noble |
| Blason Famille de Rodorel      | Famille de Rodorel D'azur au roc d'or. - Famille noble subsistante |
|                                | Famille de Roffignac ou Rouffignac D'or à un lion rampant de gueules, armé et lampassé de même. Alias d'azur, au lion rampant d'or. - Famille noble subsistante |
|                                | Famille Roger ou Rogier, de Beaufort, et Roger de Beaufort-Canillac D'argent à la bande d'azur accompagnée de six roses de gueules [ordonnées] en orle., Alias écartelé ; aux 2 et 3 d'azur au lévrier d'argent colleté de gueules, à la bordure crénelée d'argent (Canillac). - Famille noble éteinte |
| alt                            | Famille Romanet du Caillaud D'argent, au chevron d'azur accompagné de trois branches de laurier de sinople, celles supérieures affrontées et inclinées vers le sommet du chevron., Alias à la bordure de gueules. - Famille noble subsistante en 2009                                                  |
| Blason Famille Roux de Lusson  | Famille Roux de Reilhac olim Roux Fascé d'argent et d'azur de six pièces ; au chef d'azur à trois fleurs de lys d'or. - Famille noble subsistante |

### S
| Blason                   | Nom de la famille, blasonnement et devise |
| ------------------------ | --- |
| Blason Famille d'Amarzit | Famille de Sahuguet d'Amarzit ou d'Amarzit De gueules à deux épées d'or, les pointes en bas, accompagnées en chef d'une coquille d'argent, et en pointe d'un croissant de même. - Famille noble subsistante                                                                                 |
|                          | Famille de Saint-Chamans olim de Saint-Amans De sinople à trois fasces d'argent ; une engrelure de même en chef., - Famille noble éteinte |
|                          | Famille de Saint-Exupéry D'or au lion rampant de gueules., Alias écartelé d'azur à une épée d'argent posée en pal, la garde et la poignée d'or (qui est de Fraysse)., - Famille noble subsistante                                                                                           |
|                          | Famille de Saint-Georges D'argent à la croix de gueules., Alias écartelé ; aux 2 et 3 fascé-nébulé d'argent et de gueules (Rochechouart). - Famille noble éteinte |
|                          | Famille de Saint-Nectaire ou Senectère D'azur à cinq fusées d'argent rangées en fasce. - Famille noble éteinte |
|                          | Famille de Saint-Priech D'argent au lion de gueules. - Famille d'ancienne bourgeoisie |
|                          | Famille de Salignac-Fénelon olim de Salignac D'or à trois bandes de sinople (qui est Salignac de La Mothe-Fénelon). Alias d'azur à trois fusées d'or rangées en fasce. - Famille noble subsistante en 2002                                                                                  |
|                          | Famille de Scorailles ou Scoraille D'azur à trois bandes d'or., - Famille noble subsistante |
|                          | Famille de Ségur Écartelé aux 1 et 4 de gueules au lion d'or ; aux 2 et 3 d'argent plein. Alias d'azur à un lion rampant contourné d'or, lampassé de gueules ; écartelé d'argent plein, à l'orle d'azur chargé de neuf besants d'or, quatre en chef, 2, 2 et 1. - Famille noble subsistante |
|                          | Famille de Selve de Cromières, olim de Silva D'azur à deux fasces ondées d'argent. - Famille noble |
|                          | Famille de Selve de Sarran et de Bity, olim Laselve D'azur à deux fasces ondées d'argent. Alias d'argent au chevron d'azur accompagné de trois trèfles de sinople., |
|                          | Famille de Sermur D'hermine à la bande de gueules. - Famille noble éteinte |
|                          | Famille de Soudeilles Échiqueté d'argent et d'azur., Alias d'argent à trois fasces ondées d'azur. |

### T
| Blason                   | Nom de la famille, blasonnement et devise |
| ------------------------ | --- |
|                          | Famille Tacquenet D'argent à une tête de Maure de sable tortillée d'argent. - Famille noble éteinte |
|                          | Famille de Taillefer de Roussille De gueules à trois fasces d'or. - Famille noble éteinte |
|                          | Famille Tardif D'azur au chevron d'or accompagné de trois trèfles du même. - Famille subsistante d'ancienne bourgeoisie |
|                          | Famille Taveau de Lavigerie Coupé : au 1, de gueules aux deux pals de vair ; au 2, d'or plein., Alias d'or, au chef de gueules, chargé de deux pals de vair. - Famille noble |
|                          | Famille du Teilhet de Lamothe ou Dutheillet D'argent à un tilleul de sinople, sur un tertre du même, accompagné en chef de deux étoiles de gueules. - Famille subsistante d'ancienne bourgeoisie |
|                          | Famille de Tournemire D'or à trois bandes de sable, au franc-quartier d'hermine et à la bordure de gueules chargée de onze besants d'or. - Famille noble subsistante |
|                          | Famille Tournyol du Clos ou Tourniol, Tornielle D'azur, à une tour d'argent maçonnée de sable ; au chef cousu de gueules chargé d'un croissant d'argent posé entre deux étoiles de même., Alias de gueules, à la tour d'argent maçonnée de sable posée en bande. - Famille subsistante d'ancienne bourgeoisie |
|                          | Famille Treich ou Trech D'azur à trois trèfles d'or., - Famille subsistante d'ancienne bourgeoisie |
| Blason famille Treilhard | Famille Treilhard D'azur à trois palmes d'or ; au franc-quartier brochant des comtes conseillers d'État qui est un échiqueté d'or et d'azur., Alias à deux chevrons d'argent accompagnés en chef de deux étoiles de … et en pointe d'un cep de vigne en forme de treille issant. - Famille noble subsistante  |
|                          | Famille Trompondon ou Tropodon D'or à la bande d'azur., - Famille noble éteinte |
|                          | Famille Tyrbas de Chamberet Coupé : au 1, de gueules à [deux] étoiles d'or ; au 2, d'azur au lion passant d'or ; à la fasce d'argent brochant sur le coupé., - Famille subsistante d'ancienne bourgeoisie |

### U
| Blason                 | Nom de la famille, blasonnement et devise |
| ---------------------- | --- |
| Blason Famille d'Ussel | Famille d'Ussel D'azur à la porte ou l'huis d'or accompagné de trois étoiles du même et cloué et ferré de sable. - Devise : « Huis-scel est mon droit » - Famille noble subsistante |

### V
| Blason | Nom de la famille, blasonnement et devise |
| ------ | --- |
|        | Famille de Valon Écartelé : aux 1 et 4, contre-écartelé d'or et de gueules (Valon) ; aux 2 et 3, d'or à trois lions de gueules (Boucheron)., Alias aux 1 et 4 d'or à trois lions de gueules, aux 2 et 3 contre-écartelé d'or et de gueules. - Famille noble éteinte |
|        | Famille de Vassinhac alias Vassignac D'azur à la bande d'argent [bordée] de sable. - Famille noble éteinte |
|        | Famille de Ventenat D'or au lion de gueules. - Famille d'ancienne bourgeoisie |
|        | Famille de Verneilh de Puyraseau D'argent au croissant de gueules sommé de trois palmes de sinople réunies par les tiges ; au chef de gueules chargé de trois étoiles d'argent. - Famille noble                                                                     |
|        | Famille de Verthamon Écartelé : au 1, de gueules, au lion léopardé d'or, qui est de Verthamon ; aux 2 et 3, cinq points d'or équipollés à quatre d'azur ; au 4 de gueules plein. - Devise : « Fais que dois advienne que pourra » - Famille noble subsistante       |
|        | Famille Veschère Gironné d'argent et de gueules. |

- Haut – A
- B
- C
- D
- E
- F
- G
- H
- I
- J
- K
- L
- M
- N
- O
- P
- Q
- R
- S
- T
- U
- V
- W
- X
- Y
- Z